# 1999 Tour
Tournées par Prince
Controversy Tour
(1981-1982) Purple Rain Tour
(1984-1985)
La « Tournée 1999 » de Prince (en anglais, 1999 Tour)  est sa quatrième tournée, et la plus longue aux États-Unis pour un artiste jusqu'à ce qu'il rebatte lui-même le record grâce à sa tournée suivante le Purple Rain Tour. La tournée fait la promotion du 5e album de Prince 1999. Elle permet à Prince de gagner une véritable masse de fans.  Cette tournée voit le retour de The Time en ouverture du spectacle.

## Histoire
Cette tournée a vu les débuts de Vanity 6, un groupe composé de Prince et de chœurs exclusivement féminins apparaissant dans le premier acte du show. Même si The Time a sorti un nouvel album What Time Is It?, les tensions entre Prince et le groupe sont toujours bien présentes. Le groupe The Time, pendant son apparition de 40 minutes, fut condamné à jouer derrière un rideau, ce qui énerva la foule ; en échange Prince leur offrait une petite augmentation de salaire. Le fait que The Time soit méprisé de plus en plus par la foule et qu'en revanche le nouveau groupe Vanity 6 devint de plus en plus sensuel à leurs yeux a aussi contribué à augmenter les tensions. C'est pourquoi Prince, avant la fin de la tournée, décida de les renvoyer définitivement.
Cette tournée marquera aussi le départ du groupe du guitariste Dez Dickerson. Pendant la tournée précédente, Dez s'est converti au christianisme et s'est fait baptiser, jouer des chansons pour quelqu'un de noir est donc devenu un péché. Ce qui l'a convaincu de partir en 1982 a été que lors de l'interprétation de Head à Minneapolis Prince a simulé la masturbation avec sa guitare. La famille de Dez étant présente, Dez a demandé au groupe de ne pas jouer le morceau, mais Prince a alors demandé à la famille de Dez de voter et ils ont tous été d'accord, ce qui énerva Dez.
À son départ, Prince a déjà trouvé une remplaçante, Wendy Melvoin, amie d'enfance de Lisa Coleman, qui avait déjà participé à des enregistrements avec le groupe et qui occasionnellement avait remplacé Dez à certains concerts.
Dans un premier temps Prince avait prévu de jouer une quinzaine de concerts au London's Dominion Theatre, mais renonça au dernier moment pour concentrer sa tournée aux États-Unis et battre le record de la plus longue tournée nationale pour un artiste.

## Composition du groupe
- Prince – chants, guitare
- Dez Dickerson – guitare
- Brown Mark – basse
- Matt Fink – claviers
- Lisa Coleman – claviers
- Bobby Z. – batterie
- Jill Jones faisait aussi partie de la tournée en tant que choriste

## Programme
1. Controversy
2. Let's Work
3. Do Me, Baby
4. Sexuality
5. Let's Pretend We're Married
6. With You
7. Lisa's Solo
8. How Come U Don't Call Me Anymore?
9. Lady Cab Driver
10. Little Red Corvette
11. Dirty Mind
12. International Lover
13. 1999

D.M.S.R., Delirious, " Uptown et Head seront interprétés à certains concerts.

## Dates des concerts
| #              | Date              | Ville                          | Pays       | Salle                            | Audience |
| -------------- | ----------------- | ------------------------------ | ---------- | -------------------------------- | -------- |
| 1999 Tour 1982 |                   |                                |            |                                  |          |
| 1              | 11 novembre 1982  | Chattanooga                    | États-Unis | Memorial Auditorium              | 1 700    |
| 2              | 12 novembre 1982  | Atlanta                        | États-Unis | Fox Theatre                      | 10 543   |
| 3              | 12 novembre 1982  | Atlanta                        | États-Unis | Fox Theatre                      | 10 543   |
| 4              | 13 novembre 1982  | Atlanta                        | États-Unis | Fox Theatre                      | 10 543   |
| 5              | 14 novembre 1982  | La Nouvelle-Orléans            | États-Unis | Sanger Theater                   | 2 636    |
| 6              | 15 novembre 1982  | La Nouvelle-Orléans            | États-Unis | Sanger Theater                   | 2 636    |
| 7              | 18 novembre 1982  | Columbus (Ohio)                | États-Unis | Veterans Memorial Auditorium     | 4 000    |
| 8              | 19 novembre 1982  | Gary (Indiana)                 | États-Unis | Genesis Convention Center        | 8 500    |
| 9              | 20 novembre 1982  | Indianapolis                   | États-Unis | Market Square Arena              | 16 000   |
| 10             | 21 novembre 1982  | Cleveland                      | États-Unis | Public Hall                      | 8 000    |
| 11             | 23 novembre 1982  | Baltimore                      | États-Unis | Civic Center                     | 14 000   |
| 12             | 24 novembre 1982  | Philadelphie                   | États-Unis | Class Of 1964 Skating Rink       | 2 500    |
| 13             | 25 novembre 1982  | Philadelphie                   | États-Unis | Class Of 1964 Skating Rink       | 2 500    |
| 14             | 26 novembre 1982  | Greensboro                     | États-Unis | Greensboro Coliseum              | 12 187   |
| 15             | 27 novembre 1982  | Hampton (Virginie)             | États-Unis | Hampton Coliseum                 | 13 800   |
| 16             | 28 novembre 1982  | Columbia                       | États-Unis | Carolina Coliseum                | 12 352   |
| 17             | 30 novembre 1982  | Détroit (Michigan)             | États-Unis | Masonic Temple Auditorium        | 4 322    |
| 18             | 1er décembre 1982 | Détroit (Michigan)             | États-Unis | Masonic Temple Auditorium        | 4 322    |
| 19             | 1er décembre 1982 | Détroit (Michigan)             | États-Unis | Masonic Temple Auditorium        | 4 322    |
| 20             | 2 décembre 1982   | Détroit (Michigan)             | États-Unis | Masonic Temple Auditorium        | 4 322    |
| 21             | 2 décembre 1982   | Détroit (Michigan)             | États-Unis | Masonic Temple Auditorium        | 4 322    |
| 22             | 3 décembre 1982   | Détroit (Michigan)             | États-Unis | Masonic Temple Auditorium        | 4 322    |
| 23             | 4 décembre 1982   | Saint-Louis (Missouri)         | États-Unis | The Checkerdome                  | 16 323   |
| 24             | 5 décembre 1982   | Louisville (Kentucky)          | États-Unis | Louisville Gardens               | 6 750    |
| 25             | 6 décembre 1982   | Louisville (Kentucky)          | États-Unis | Louisville Gardens               | 6 750    |
| 26             | 8 décembre 1982   | Saginaw (Michigan)             | États-Unis | Wendler Arena                    | 7 600    |
| 27             | 9 décembre 1982   | Chicago                        | États-Unis | Auditorium Theatre               | 4 000    |
| 28             | 10 décembre 1982  | Chicago                        | États-Unis | Auditorium Theatre               | 4 000    |
| 29             | 11 décembre 1982  | Chicago                        | États-Unis | Auditorium Theatre               | 4 000    |
| 30             | 12 décembre 1982  | Cincinnati                     | États-Unis | Riverfront Coliseum              | 7 170    |
| 31             | 13 décembre 1982  | Toledo                         | États-Unis | Sports Arena                     | 3 500    |
| 32             | 15 décembre 1982  | Memphis (Tennessee)            | États-Unis | Mid-South Coliseum               | 11 200   |
| 33             | 16 décembre 1982  | Nashville                      | États-Unis | Municipal Auditorium             | 9 000    |
| 34             | 17 décembre 1982  | Little Rock                    | États-Unis | Pine Bluff's Convention Center   | 9 000    |
| 35             | 18 décembre 1982  | Bâton-Rouge                    | États-Unis | Riverside Centroplex             | 8 600    |
| 36             | 19 décembre 1982  | Birmingham (Alabama)           | États-Unis | Civic Center Coliseum            | 19 000   |
| 37             | 20 décembre 1982  | La Nouvelle-Orléans            | États-Unis | Saenger Performing Arts Center   | 2 636    |
| 38             | 28 décembre 1982  | Lac Charles                    | États-Unis | Lake Charles Civic Center        | 5 230    |
| 39             | 29 décembre 1982  | Houston                        | États-Unis | The Summit                       | 16 000   |
| 40             | 30 décembre 1982  | Shreveport                     | États-Unis | Hirsch Memorial Coliseum         | 10 300   |
| 41             | 31 décembre 1982  | Dallas                         | États-Unis | Reunion Arena                    | 17 734   |
| 1999 Tour 1983 |                   |                                |            |                                  |          |
| 42             | 1er janvier 1983  | Dallas                         | États-Unis | Reunion Arena                    | 17 734   |
| 43             | 3 janvier 1983    | Lac Charles                    | États-Unis | Lake Charles Civic Center        | 5 230    |
| 44             | 1er février 1983  | Lakeland (Floride)             | États-Unis | Lakeland Civic Center            | 9 500    |
| 45             | 2 février 1983    | Savannah (Géorgie)             | États-Unis | Savannah Civic Center            | 9 600    |
| 46             | 3 février 1983    | Augusta (Géorgie)              | États-Unis | Augusta Coliseum                 | 20 000   |
| 47             | 4 février 1983    | Greensboro                     | États-Unis | Greensboro Coliseum              | 12 500   |
| 48             | 5 février 1983    | Richmond (Virginie)            | États-Unis | Richmond Coliseum                | 20 000   |
| 49             | 6 février 1983    | Roanoke (Virginie)             | États-Unis | Roanoke Civic Center             | 10 622   |
| 50             | 10 février 1983   | Providence (Rhode Island)      | États-Unis | Providence Civic Center          | 14 500   |
| 51             | 11 février 1983   | Hartford (Connecticut)         | États-Unis | Hartford Civic Center            | 7 000    |
| 52             | 12 février 1983   | Norfolk (Virginie)             | États-Unis | The Scope                        | 6 853    |
| 53             | 13 février 1983   | Washington DC                  | États-Unis | Starplex Armory                  | 10 000   |
| 54             | 14 février 1983   | Washington DC                  | États-Unis | Starplex Armory                  | 10 000   |
| 55             | 15 février 1983   | Chapel Hill (Caroline du Nord) | États-Unis | UONC Auditorium                  | 8 010    |
| 56             | 16 février 1983   | Macon (Géorgie)                | États-Unis | Macon Coliseum                   | 9 252    |
| 57             | 17 février 1983   | Columbus                       | États-Unis | Columbus Municipal Auditorium    | 3 916    |
| 58             | 18 février 1983   | Tallahassee                    | États-Unis | Leon County Civic Center         | 9 975    |
| 59             | 19 février 1983   | Jacksonville                   | États-Unis | Veterans Memorial Coliseum       | 11 626   |
| 60             | 20 février 1983   | Mobile (Alabama)               | États-Unis | Municipal Auditorium             | 10 112   |
| 61             | 22 février 1983   | Greenville (Caroline du Sud)   | États-Unis | Greenville Memorial Auditorium   | 7 500    |
| 62             | 24 février 1983   | Buffalo (New York)             | États-Unis | War Memorial Auditorium          | 2 000    |
| 63             | 25 février 1983   | East Lansing                   | États-Unis | MSU Auditorium                   | 3 800    |
| 64             | 26 février 1983   | Toledo (Ohio)                  | États-Unis | Toledo Sports Arena              | 3 500    |
| 65             | 27 février 1983   | Ann Arbor                      | États-Unis | Chrysler Arena                   | 13 751   |
| 66             | 28 février 1983   | Pittsburgh                     | États-Unis | Pittsburgh Civic Arena           | 12 860   |
| 67             | 2 mars 1983       | Peoria (Illinois)              | États-Unis | Peoria Civic Center              | 10 129   |
| 68             | 3 mars 1983       | Dayton (Ohio)                  | États-Unis | Hara Arena                       | 5 500    |
| 69             | 5 mars 1983       | Baltimore                      | États-Unis | Baltimore Civic Center           | 14 000   |
| 70             | 6 mars 1983       | Salisbury (Maryland)           | États-Unis | Salisbury Civic Center           | 6 892    |
| 71             | 8 mars 1983       | Norfolk (Virginie)             | États-Unis | The Scope                        | 6 853    |
| 72             | 9 mars 1983       | Columbus (Géorgie)             | États-Unis | Columbus Municipal Auditorium    | 3 916    |
| 73             | 10 mars 1983      | Monroe (Louisiane)             | États-Unis | Monroe Civic Center              | 7 600    |
| 74             | 11 mars 1983      | Huntsville (Alabama)           | États-Unis | Von Braun Civic Center           | 10 000   |
| 75             | 12 mars 1983      | Knoxville                      | États-Unis | Knoxville Civic Auditorium       | 2 500    |
| 76             | 13 mars 1983      | Kalamazoo (Michigan)           | États-Unis | Wings Stadium                    | 5 113    |
| 77             | 15 mars 1983      | Minneapolis                    | États-Unis | Met Center                       | 13 500   |
| 78             | 17 mars 1983      | Rockford (Illinois)            | États-Unis | Rockford Metro Center            | 10 000   |
| 79             | 18 mars 1983      | Omaha (Nebraska)               | États-Unis | Omaha Civic Auditorium           | 10 960   |
| 80             | 19 mars 1983      | Kansas City (Missouri)         | États-Unis | Kansas City Municipal Auditorium | 7 313    |
| 81             | 21 mars 1983      | New York                       | États-Unis | Radio City Music Hall            | 6 400    |
| 82             | 24 mars 1983      | San Antonio                    | États-Unis | HemisFair Arena                  | 16 057   |
| 83             | 25 mars 1983      | Norman (Oklahoma)              | États-Unis | Lloyd Noble Center               | 8 519    |
| 84             | 28 mars 1983      | Universal City                 | États-Unis | Universal Amphitheater           | 6 251    |
| 85             | 29 mars 1983      | San Diego                      | États-Unis | San Diego Sports Arena           | 12 800   |
| 86             | 30 mars 1983      | Phoenix (Arizona)              | États-Unis | Phoenix Veterans Coliseum        | 14 041   |
| 87             | 31 mars 1983      | Long Beach (Californie)        | États-Unis | Long Beach Arena                 | 13 500   |
| 88             | 1er avril 1983    | Oakland (Californie)           | États-Unis | Oakland Coliseum                 | 14 200   |
| 89             | 2 avril 1983      | Fresno (Californie)            | États-Unis | Selland Arena                    | 9 000    |
| 90             | 3 avril 1983      | Oakland (Californie)           | États-Unis | Oakland Coliseum                 | 14 200   |
| 91             | 5 avril 1983      | Denver                         | États-Unis | Auditorium Arena                 | 5 800    |
| 92             | 7 avril 1983      | Milwaukee                      | États-Unis | The Mecca                        | 9 532    |
| 93             | 8 avril 1983      | Détroit (Michigan)             | États-Unis | Joe Louis Arena                  | 21 672   |
| 94             | 9 avril 1983      | Cleveland                      | États-Unis | Richfield Coliseum               | 17 500   |
| 95             | 10 avril 1983     | Chicago                        | États-Unis | UOI Pavillion                    | 10 650   |
| 96             | 16 mai 1983       | Bloomington                    | États-Unis | Carlton Celebrity Room           | 1 500    |
| 97             | 29 juin 1983      | Saint Paul                     | États-Unis | Prom Center                      | 650      |
| 98             | 3 août 1983       | Minneapolis                    | États-Unis | First Avenue                     | 1 500    |